# 佩格尼茨河畔劳夫
佩格尼茨河畔劳夫（德語：Lauf an der Pegnitz，官方拼写为，發音：[ˈlaʊf ʔan deːɐ̯ ˈpeːɡnɪts] ⓘ）是德国巴伐利亚州中弗兰肯行政区纽伦堡地区县的城市，也是纽伦堡地区县的县治，面积59.77平方千米，2023年12月31日人口为26,413人。

## 友好城市
佩格尼茨河畔劳夫与以下城市结为友好城市：
- 法國 布里夫拉盖亚尔德
- 希腊 兹拉马
- 瑞典 尼雪平
- 德国 蒂申罗伊特